# Chrom(II)-acetat
Chrom(II)-acetat ist eine chemische Verbindung des Chroms aus der Gruppe der Acetate. Es wird meist als dimeres Dihydrat mit der Konstitutionsformel {\displaystyle {\ce {[Cr(CH3COO)2]2 . 2 H2O}}} gewonnen. Es besteht also aus zwei Chrom(II)-ionen, vier Acetatresten sowie zwei Molekülen Wasser.

## Geschichte
Die Verbindung wurde erstmals 1844 in einer Arbeit von Eugene Peligot erwähnt, der bemerkte, dass aus blauen Lösungen von Chrom(II)-Verbindungen bei Zugabe von Kalium- oder Natriumacetat rote transparente Kristalle ausfielen, die sich an Luft schnell zersetzten. Erst 1950 wurde man jedoch auf die unterschiedliche Bindungsart gegenüber anderen Chrom(II)-Salzen aufmerksam. 1953 entdeckte man, dass die Verbindung isomorph zu Kupfer(II)-acetat-hydrat ist.

## Gewinnung und Darstellung
Chrom(II)-acetat kann durch Reaktion einer Chrom(II)-Verbindung (z. B. Chrom(II)-chlorid) mit Natriumacetat gewonnen werden.
{\displaystyle {\ce {2 CrCl2 + 4 CH3COONa + 2 H2O -> [Cr(CH3COO)2]2 . 2 H2O + 4 NaCl}}}
Bei Trocknung des Hydrates bei 100 °C über Phosphor(V)-oxid bildet sich das Anhydrat.

## Eigenschaften
Chrom(II)-acetat ist als dimeres Dihydrat ein diamagnetischer roter Feststoff mit monokliner Kristallstruktur. Bei diesem bilden die beiden Chromatome zwischen sich eine für Metalle sehr ungewöhnliche Vierfachbindung (eine σ-, zwei π und eine δ Elektronenbindung) aus. Diese kann mit den vier ungepaarten Elektronen der Chrom(II)-ionen erklärt werden, wobei die Acetatreste den Komplex stabilisieren. Der Bindungsabstand zwischen den Chromionen ist mit 2,362 Å sehr kurz.
Es ist trocken an Luft nur einige Stunden, unter Stickstoff unbegrenzt haltbar. Die Trocknung über Phosphorpentoxid bei 100 °C führt zur Abgabe des komplex gebundenen Kristallwassers unter Farbänderung nach Braun und Steigerung der Luftempfindlichkeit.

## Verwendung
Chrom(II)-acetat wird als Reduktionsmittel bei organischen Synthesen verwendet.
Es kann auch zur Herstellung anderer Chrom(II)-Salze und zur Entfernung von Sauerstoff bei Gasanalysen verwendet werden.